# Poison Ivy (seriefigur)
Poison Ivy, på svenska även Giftblomman, Murgrönan eller Brännässlan ("Poison ivy" betyder egentligen klättersumak), är en superskurk i serierna om Batman. Hon skapades av Robert Kanigher och Sheldon Moldoff, och dök upp för första gången i Batman #181 (1966).

## Historik
Efter figurens ursprungliga medverkan fortsatte Poison Ivy att visas i olika serietidningar av Batman och hade en viktig roll i miniserierna Suicide Squad och Black Orchid. En ursprungsberättelse kopplades senare samman med henne.
Figuren är delvis inspirerad av novellen Rappaccini's Daughter, skriven av Nathaniel Hawthorne. Robert Kanigher har uppgett att hon ursprungligen var modellerad efter Bettie Page. Tecknare såsom Jim Lee ritade henne i en grön, baddräktsliknande klädsel.

## Fiktiv biografi

### Före sina förmågor
Dr Lillian Rose (vars namn senare ändrades till Pamela Lillian Isley), en skicklig botaniker från Seattle, förleds av Marc LeGrande till att hjälpa honom med stöld av en egyptisk artefakt som innehåller forna örter. I rädslan att hon skulle blanda in honom i stölden försöker han förgifta henne med örterna, som är mycket dödliga. Hon överlever detta mordförsök och upptäcker att hon har anförskaffat nya förmågor.

### Med sina förmågor
Hennes ursprung förnyades i Secret Origins # 36, 1988, skriven av Neil Gaiman. Pamela Lillian Isley växer upp rik med känslomässigt avlägsna föräldrar. Hon studerar senare avancerad botanisk biokemi vid ett universitet med Alec Holland under Dr Jason Woodrue. Isley, som var en skygg och blyg flicka, blir lätt förförd av sin lärare. Woodrue injicerar Isley med gifter och toxiner som ett experiment, vilket orsakar hennes omvandling. Hon dör nästan två gånger som ett resultat av dessa förgiftningar, vilket gör henne galen. Senare flyr Woodrue undan myndigheterna och lämnar Isley på sjukhuset i sex månader. Rasande över sveket lider hon av våldsamma humörsvängningar. Då hennes pojkvän råkar ut för en bilolycka hoppar Isley av skolan och lämnar Seattle för att bosätta sig i Gotham City, där hon påbörjar sin brottsliga verksamhet.
Hon börjar med att hota att släppa ut sina giftiga sporer i luften om inte staden uppfyller hennes krav. Batman dyker dock upp och omintetgör hennes plan, och hon blir inspärrad på Arkham Asylum. Från och med den stunden är hon särskilt besatt av Batman, då han är den enda personen som hon inte kunnat kontrollera. Under årens lopp utvecklar hon växtartade superkrafter. Den mest avsevärda är ett dödligt gift i hennes läppar, då hon bokstavligen kan döda med en kyss.
I de följande upplagorna hävdar hon att hon bara vände sig till kriminalitet för att uppnå tillräckliga medel för att hitta en plats att vara ensam på med sina växter, ostörda av mänskligheten. Några år senare försöker hon lämna Gotham för alltid. Hon flyr från Arkham för att bosätta sig på en öde ö i Karibien. Hon omvandlar den ödsliga marken till en blomstrande trädgård, och är för första gången i sitt liv lycklig. Ön blir dock snart bombarderad av en amerikanskt ägd korporation, som testar sina vapensystem på vad de tror är en övergiven ö. Ivy återvänder till Gotham med en vendetta att straffa de ansvariga. Efter att återigen ha blivit gripen av Batman beslutar hon sig för att hon aldrig kan lämna Gotham, åtminstone inte förrän världen är en säker plats för växter. Från och med då ägnar hon sig åt det omöjliga uppdraget att "rena" Gotham.
Vid ett tillfälle reser Batman till Seattle för att få fram information om Pamela Isleys liv innan hon blev Poison Ivy. Batman nämner då att båda Pamelas föräldrar är döda. När och varför de dog har aldrig fastställts.

## Krafter och förmågor
De farliga örterna som omvandlade Pamela till Poison Ivy gav en överdosering av gifter från växter och djur i hennes blod. Detta gav henne en immunitet mot alla slags gifter, virus och bakterier, inklusive Jokerns gift. Ivys kropp producerar feromoner som gör att män hamnar under hennes viljekontroll, men starksinnade personer som Batman är oftast kapabla att stå emot. Hon är specialiserad på botanik och toxikologi, och kan skapa de mest kraftfulla blomgifterna i Gotham. Hennes läppar producerar ett starkt gift, vilket gör hennes kyssar dödliga. I ett flertal medier kan hon även kommunicera med växter och använda dem som vapen.

## I andra medier
- Poison Ivy medverkar i ett flertal medier i DC Animated Universe, med röst av Diane Pershing (på svenska av Vicki Benckert).
  - I Batman: The Animated Series dyker hon först upp i "Pretty Poison", där hon utför ett mordförsök på Harvey Dent som straff för att han lett ett bygge över det sista habitatet för en sällsynt blomma. I avsnittet "Eternal Youth" där hon bjuder in industrialister som varit ansvariga för växters död till en kurort för att förvandla dem till humanoida träd. Bruce Wayne får också en inbjudan, men Alfred får ta hans plats. I avsnittet "House & Garden" gifter hon sig och skaffar familj och ett hus som en täckmantel för ännu ett förgiftningsförsök. Hon dyker upp i ett flertal andra avsnitt i serien, då ofta i sällskap med Harley Quinn.
  - I The New Batman Adventures har hennes utseende ändrats en aning, med blek grönvit hud. Hon blev också mer humoristisk och förförisk i personligheten. I denna serie har hon sin största roll i avsnittet "Chemistry", där hon ännu en gång försöker lura industrialister till sin död. Hon skapar människoliknande varelser av vegetabiliska organ, som dessa industrialister, inklusive Bruce Wayne, förälskar sig i och bjuder på en lyxkryssning. Denna kryssning har Ivy riggat som den ultimata dödsfällan.
  - Poison Ivy är en av huvudpersonerna i web-serien Gotham Girls.

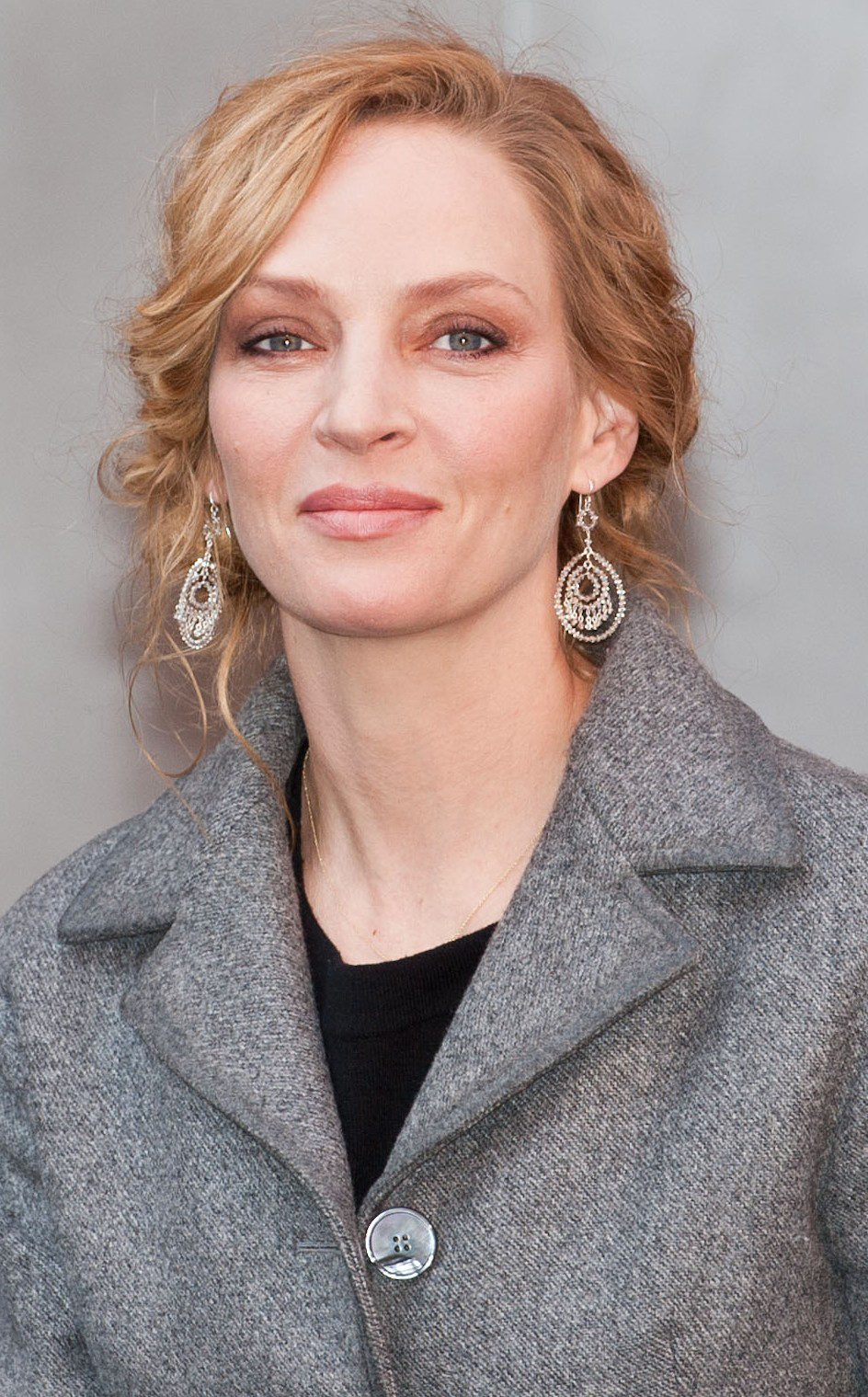
Uma Thurman spelade Poison Ivy i filmen Batman & Robin (1997).

- I filmen Batman & Robin (1997) spelas Poison Ivy av Uma Thurman. Dr Pamela Isley är då, liksom i serietidningarna, botaniker. Hon arbetar för Wayne Enterprise i deras projekt att bevara växtlivet i Sydamerika. Hon driver då ett djur- och växtkorsningsexperiment. Hon är övertygad om att när hon finner den rätta dosen av gift kommer hennes älskade växter att kunna slå tillbaka. Men hennes chef, Dr Jason Woodrue, stjäl en del av hennes giftprover för att omvandla en fånge till Bane. Isley blir ursinnig över detta, och Woodrue knuffar ner henne i behållaren som innehåller dessa gifter. Hon överlever och förvandlas till blomstrande kvinna. Hon hämnas då på Woodrue genom att ge honom en kyss, vars gift snabbt dödar honom. Bane blir därefter hennes livvakt. De flyger till Gotham, och Isley ger Wayne ett förslag på hur man kan säkra den naturliga miljöns existens, men på bekostnad av miljontals människoliv. Wayne avvisar idén. Efter att ha fått vetskap om Batman och Robins närvaro i staden skapar Isley identiteten Poison Ivy och vänder den dynamiska duon emot varandra genom att använda feromonpulver, vilket gör att Robin förälskar sig i henne och bryter mot Batmans order att hålla sig borta från henne. Ivy visar sig vara intim med Mr Freeze och övertygar honom om att Batman dödade hans fru, vilket fyller Freeze med hat mot hjälten. Tillsammans med Bane och Mr Freeze planerar Poison Ivy att täcka hela världen i en evig vinter med Mr Freezes fryskanon. Ivy lurar Robin till sitt gömställe för att ge honom en dödlig kyss. Men mordförsöket misslyckas då Robin följde Batmans råd att täcka sina läppar med gummi. Ivy blir ursinnig och knuffar ner Robin i sin näckrosdamm och snarar in Batman i sina vinrankor. De blir dock befriade när Batgirl anländer och fångar skurken i hennes egen köttätande växt. Därefter blir hon inlåst i Arkham. Efter Mr Freezes nederlag blir han Ivys cellkamrat. Eftersom Batman visade filmbevis på att det var Ivy som utförde mordförsöket på Freezes fru tänker Freeze nu göra hennes liv till "ett levande helvete". Trots att Batman & Robin fick övervägande negativ kritik fick Thurmans framträdande relativt gott beröm.

- Poison Ivy dyker upp i den tecknade TV-serien The Batman, med röst av Piera Coppola. Denna inkarnation är komplett med nytt ursprung och en rosliknande frisyr och klädsel, samt starkare band till Barbara Gordon. Poison Ivy är en högskolestudent och miljöaktivist, men hon var också Barbara Gordons bästa vän. Innan sitt första framträdande dömdes hon till en ungdomsanstalt upprepade gånger för brottsliga handlingar under sina protester.

- Poison Ivy dyker upp i Batman: Den tappre och modige, med röst av Jennifer Hale i "Chill of the Night!", och senare av Vanessa Marshall i följande framträdanden.

- Poison Ivy dyker upp som boss i TV-spelen Batman: Arkham Asylum, Batman: Arkham City och Batman: Arkham Knight, med röst av Tasia Valenza. Hon bär då en röd, uppknäppt fängelsetröja och bladverksliknande trosor.

- En ung version av Poison Ivy med födelsenamnet Ivy Pepper dyker upp i TV-serien Gotham, spelad av Clare Foley. Hennes far, Mario Pepper, var en våldsam brottsling som får skulden för mordet på Thomas och Martha Wayne och blir dödad av detektiv Harvey Bullock under en skottlossning. Hennes mor, Alice Pepper, begår självmord strax därefter. Efter att ha blivit föräldralös placeras Ivy på ett fosterhem där hon döps om till Pamela innan hon rymmer därifrån. Hon bor därefter på gatorna under en period innan hon flyttar in med Selina i Barbara Keans lägenhet.